# توقوزبلاغ (شهرستان قره‌کولجه)
توقوزبلاغ (به لاتین: Toguz-Bulak) یک منطقهٔ مسکونی در قرقیزستان است که در شهرستان قره‌کولجه واقع شده‌است. توقوزبلاغ ۶۵۸ نفر جمعیت دارد و ۲٬۱۰۶ متر بالاتر از سطح دریا واقع شده‌است.